# Prosopis velutina
Prosopis velutina es una especie de plantas de la familia de las fabáceas. Es un árbol de tamaño pequeño a mediano perennifolio. Se trata de una leguminosa adaptada a un lugar seco, al desierto climático. Aunque se considera una mala hierba nociva en estados fuera de su área de distribución natural, juega un papel vital en la ecología del desierto de Sonora. Localmente se le llama mezquite. 

## Distribución
Es nativa de los desiertos de Sonora, Mojave y Chihuahua. Crece en alturas inferiores a 4.000 y 5.000 metros en el desierto en pastizales y cerca de lava. La distribución principal se encuentra en el centro y sur de Arizona y en el vecino Sonora, México. Cerca de las vías navegables, pueden formar bosques de hoja caduca, llamados bosque de galería.

## Descripción

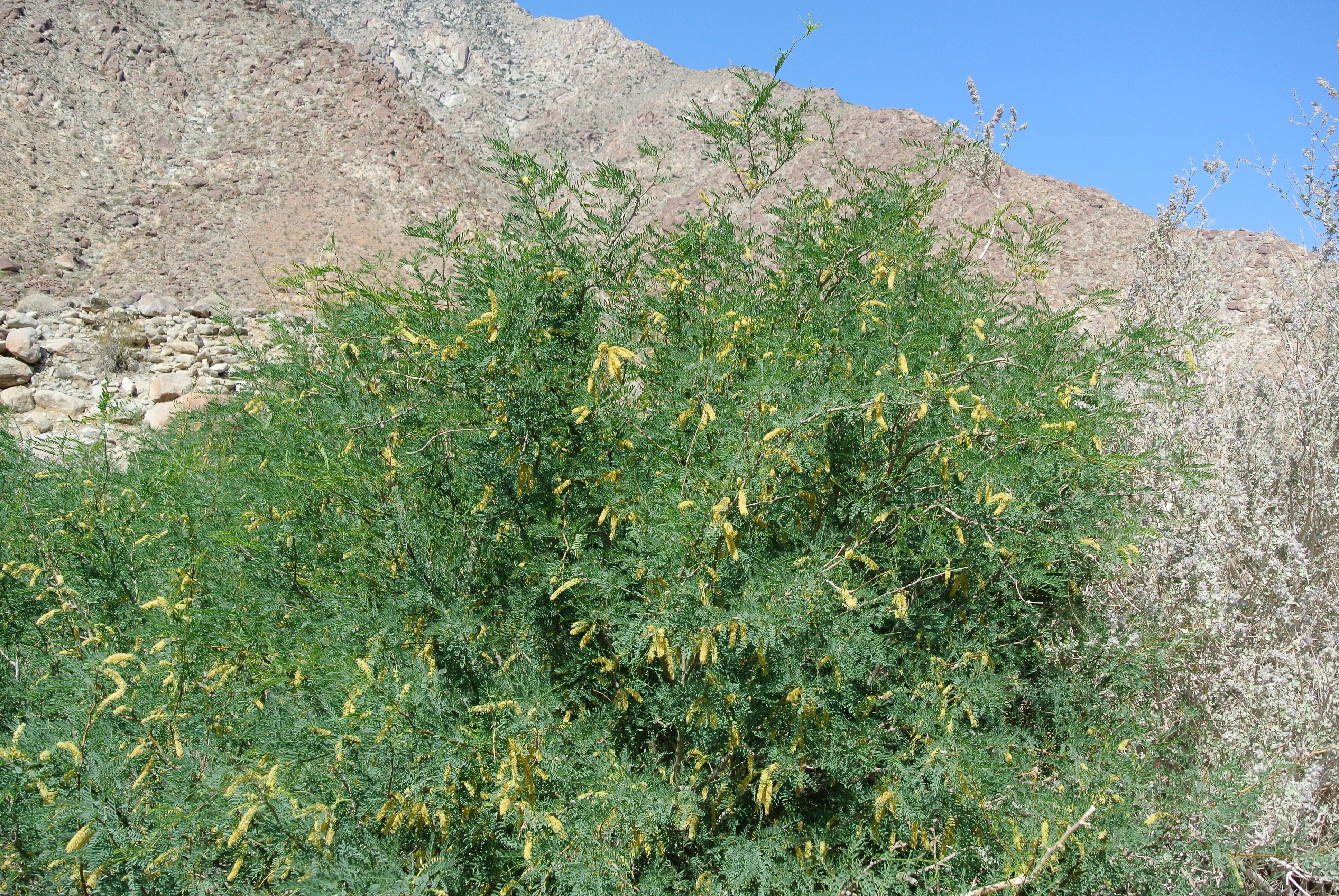
Prosopis velutina en parque estatal de Anza Borrego, California

Puede crecer hasta los 9,15 m de altura o más. Crece más en zonas con abundante agua, menor en pastizales abiertos y secos. Las ramas más jóvenes puede ser verde y efectuar la fotosíntesis. La corteza joven es de color marrón rojizo y lisa. A medida que madura, se convierte en oscura y polvorienta de color gris o marrón y adquiere una textura rallada. Las espinas amarillas de hasta 2,5 cm de largo aparece en las ramas jóvenes. Las ramas son retorcidas. La raíz principal se hunde profundamente en la tierra, a mucha más profundidad que la altura del árbol, aprovechándose de las fuentes de agua inaccesibles a la mayoría de las plantas. Raíces se extienden a unos 15 m, pero se han registrado profundidades de hasta 53 m de longitud.
Prosopis velutina es de hoja caduca, perdiendo sus hojas en invierno y brotando hojas de nuevo en la primavera, cuando el peligro de heladas haya pasado. Debido la profunda raíz del sistema, mantiene las hojas en los meses secos del verano, salvo en los años de graves sequías. Las flores son de color amarillo y se forman en la primavera (después de las hojas) en densos racimos cilíndricos (amentos) aproximadamente de 10 cm de largo, formando largas vainas. Estas son de color verde brillante y se parecen un poco a las vainas de guisantes cuando son jóvenes. Las vainas secas son duras y contienen varias semillas duras, secas de color marrón (nombre regional: péchitas). Las semillas deben ser escarificadas antes de que puedan germinar. Este escarificación generalmente se realiza en el tracto digestivo de los animales, que comen las semillas y luego se dispersan ampliamente, pues la semilla tarda varios días en pasar por el animal.

## Ecología
Prosopis velutina contribuye en gran medida a los ecosistemas del desierto. Coyotes, ardillas de cola redonda, pecaríes de collar, venados bura, venados de cola blanca y liebres comen todos las vainas. Las aves se alimentan de los capullos de flores. Como miembro de la familia de las leguminosas, fijan el nitrógeno en el suelo. También puede servir como árboles protectores a los jóvenes cactus, como el sahuaro. La sombra de sus ramas ofrece protección para los pequeños mamíferos, especialmente los animales de madriguera. Los nativos americanos usaban las semillas para la alimentación, después de molerlos en forma de harina. La corteza se utiliza para las cestas y las telas y la madera para leña y construcción. Las hojas y la goma (nombre regional: chúcata) se utiliza como medicina.
La gama ha cambiado debido a pastoreo. El ganado no sólo dispersa las semillas, sino que también sobrepastorea la tierra, resultando que hay menos incendios para controlar la población de mezquites. Este se hizo más denso y se extendió en donde había pastizales. En consecuencia, ahora se considera una especie invasora o maleza nociva en varios estados. Por otra parte, los bosques de galería cubren sólo una pequeña fracción de la zonas que estaban cubiertas antes de los asentamientos humanos. Agricultura, cortar leña, la evolución de la vivienda, y la reducción de la capa freática, han contribuido a la pérdida de la especie en su hábito natural.

## Sinonimia
- Neltuma velutina (Wooton) Britton & Rose
- Prosopis chilensis var. velutina (Wooton) Standl.
- Prosopis juliflora var. velutina (Wooton) Sarg.[5]

## Galería

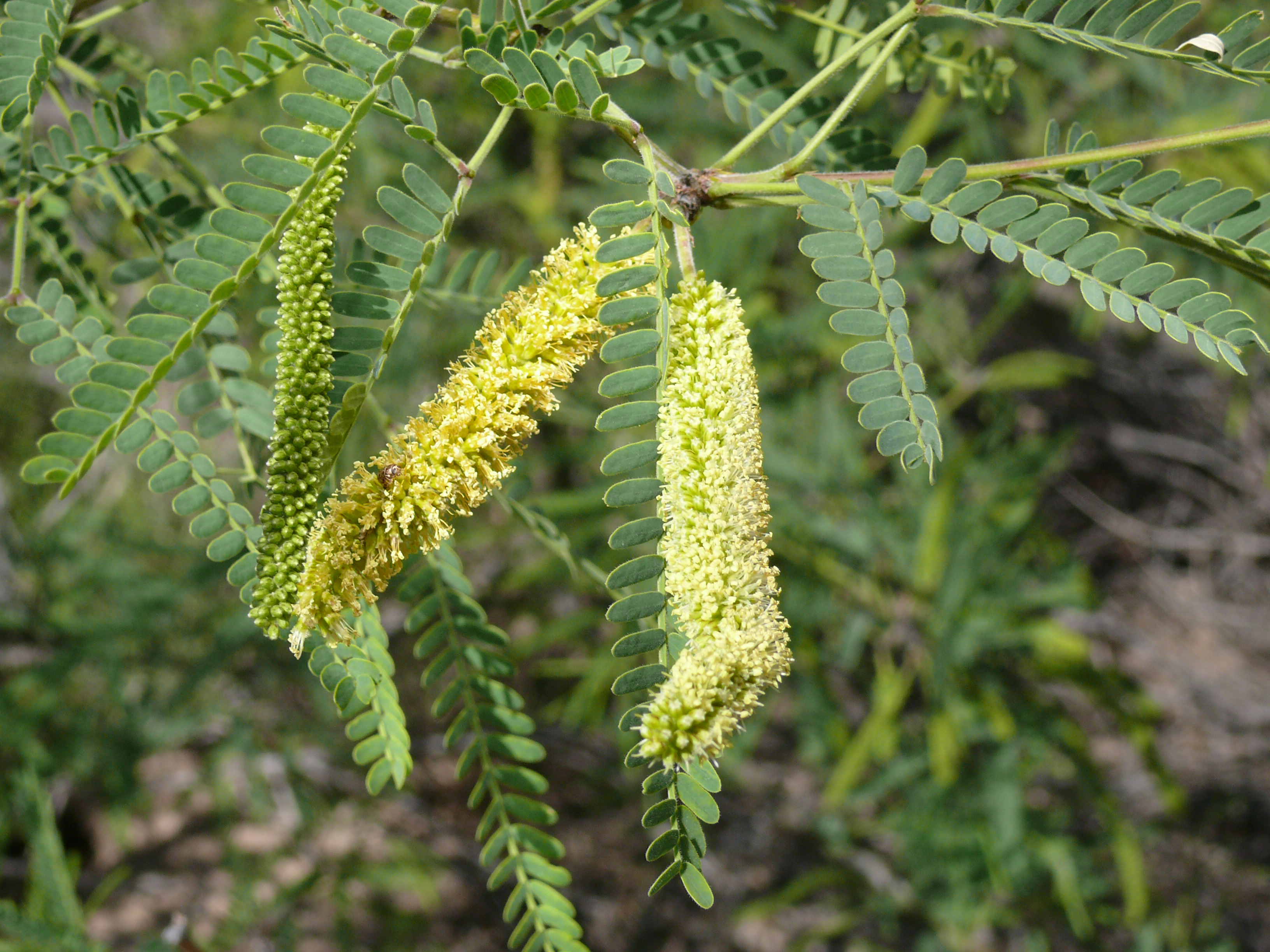
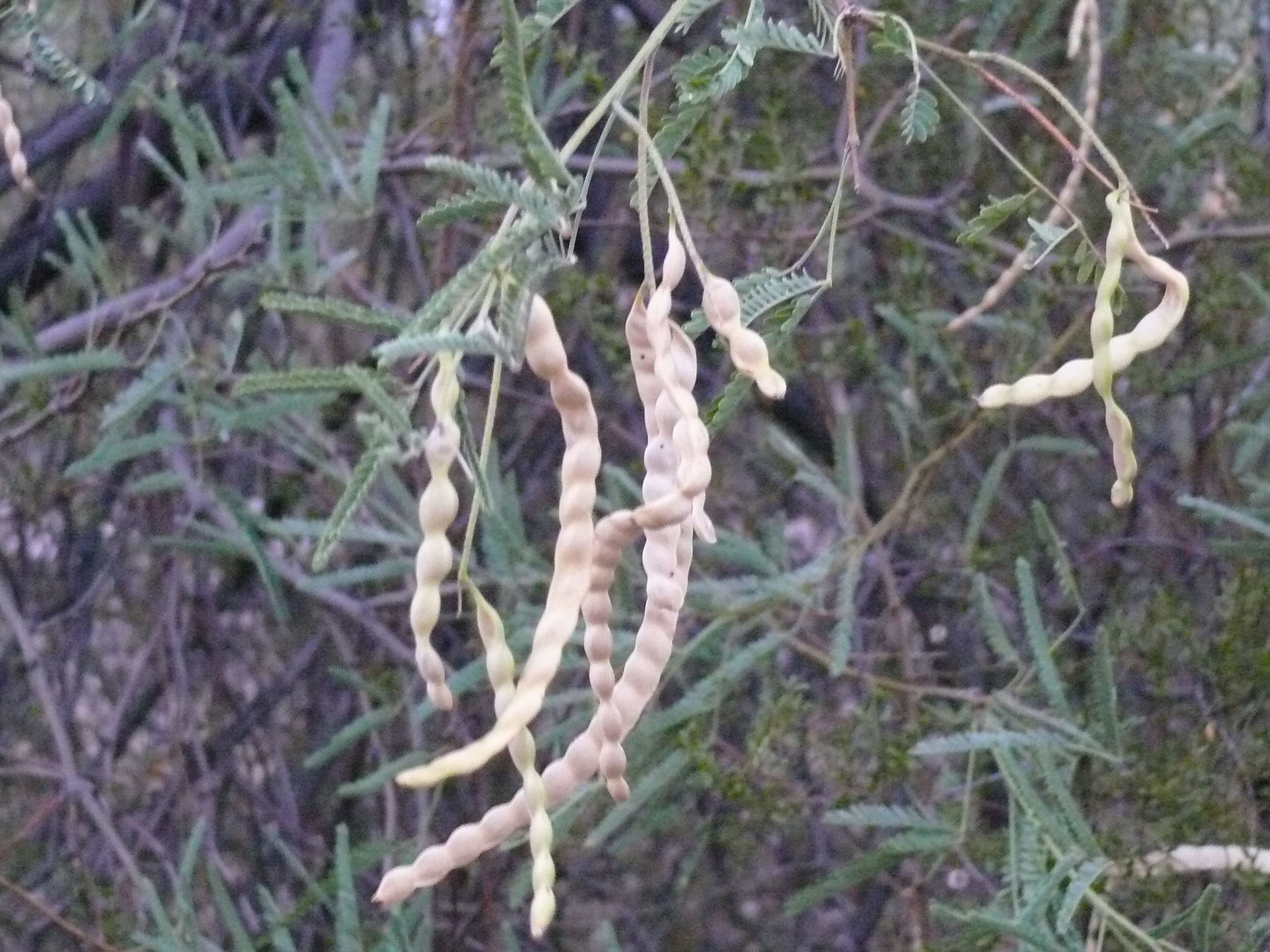
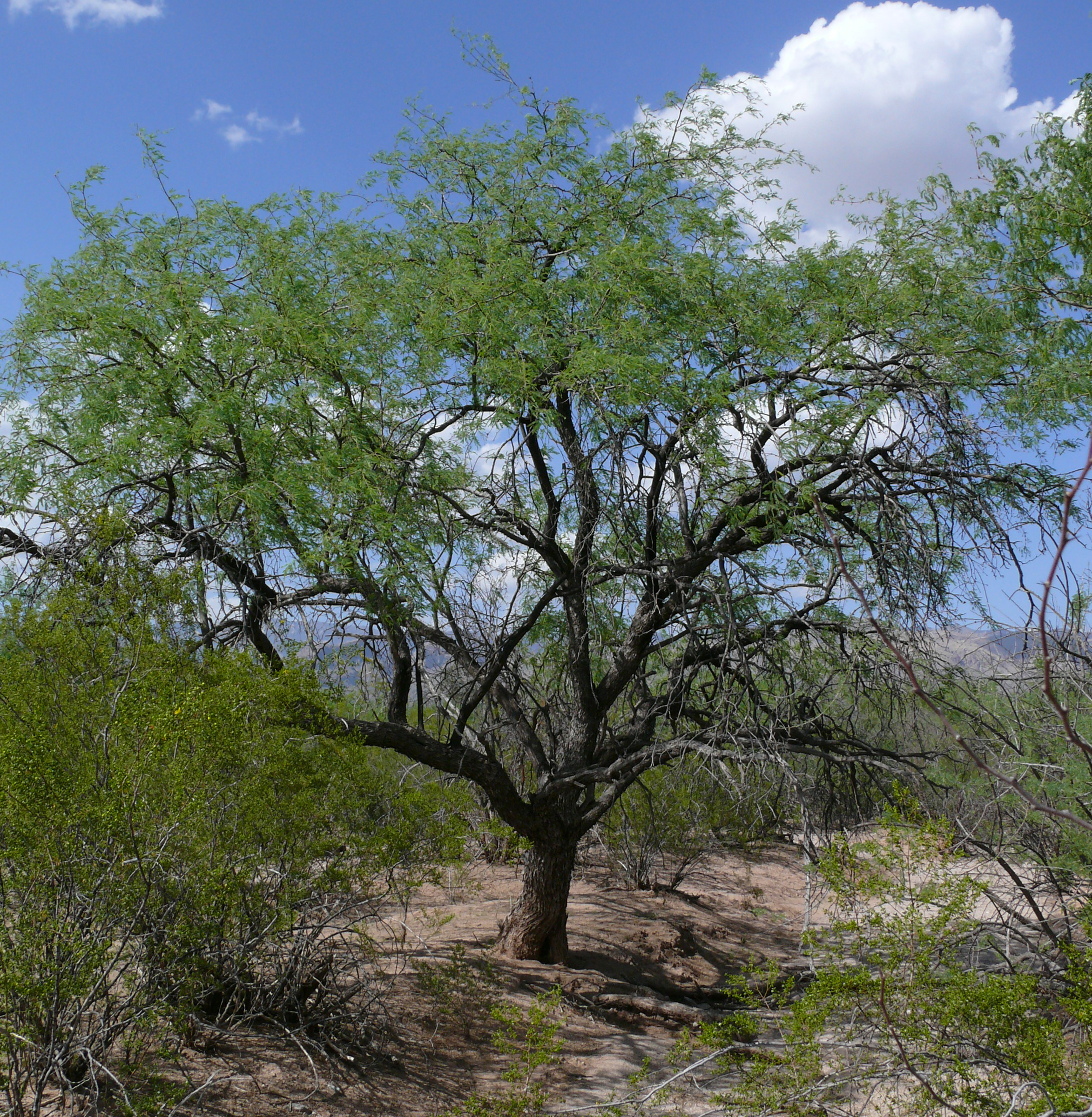
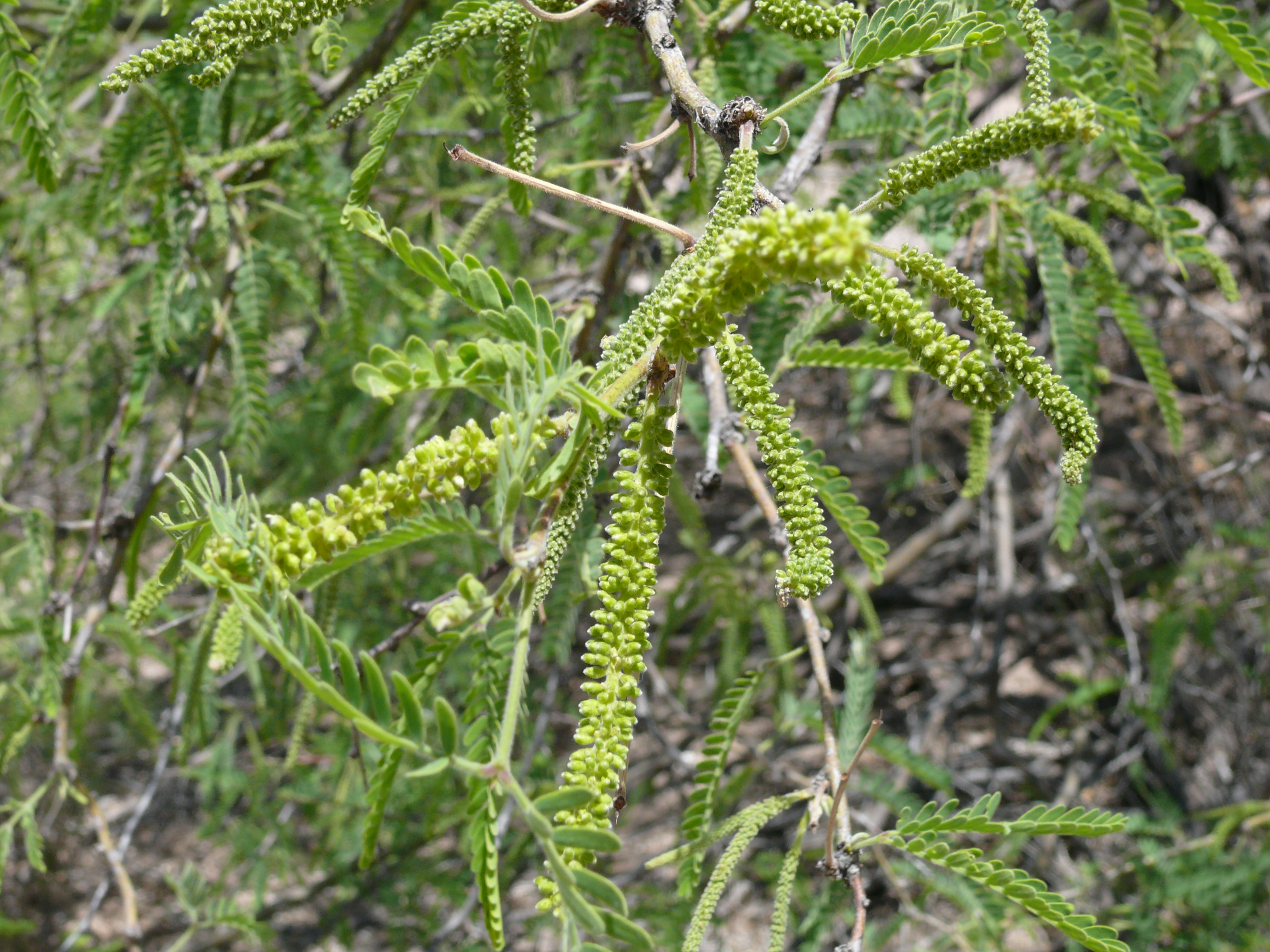

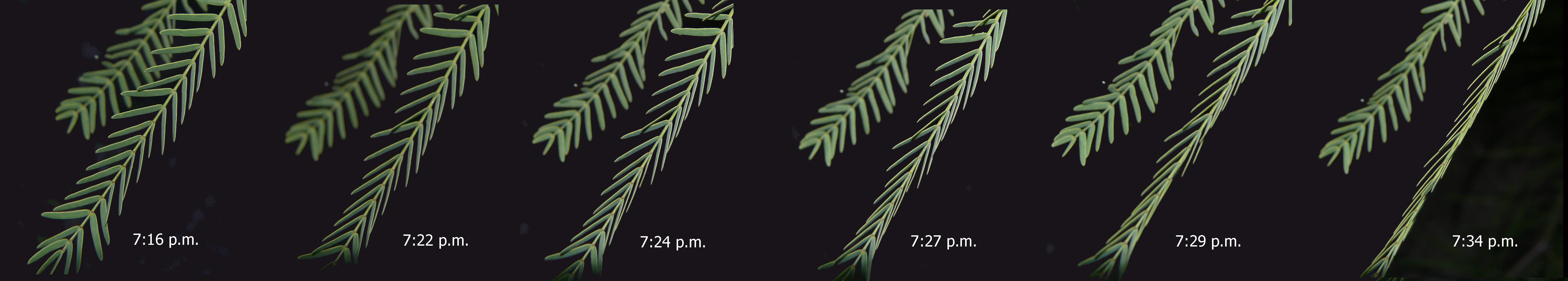
Imagen compuesta de las hojas de Prosopis velutina en el atardecer cuando decrece el nivel de luminosidad.